# Sinfonía n.º 3 (Górecki)

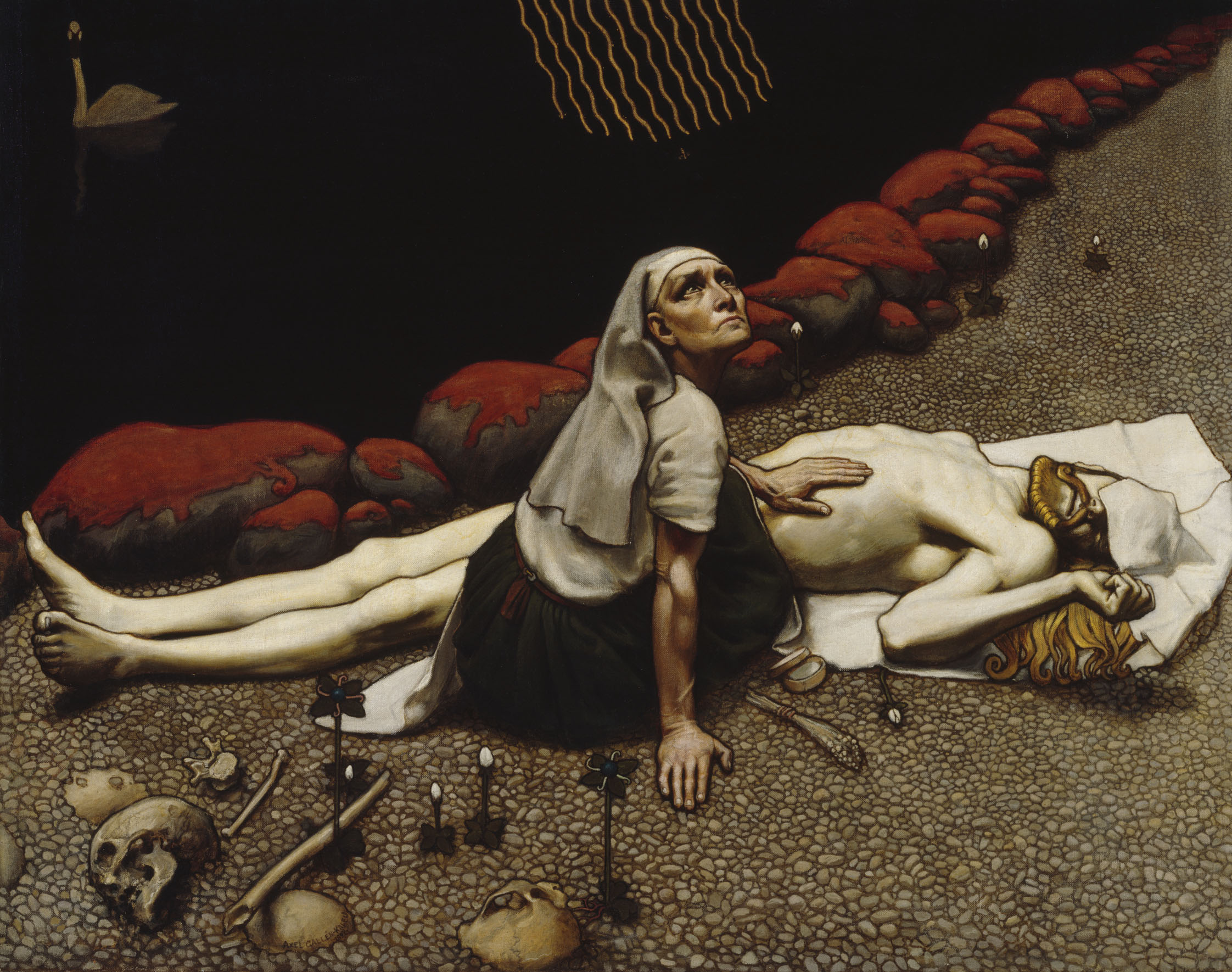
La madre de Lemminkäinen ("Lemminkäisen äiti", 1897) de Akseli Gallen-Kallela es una evocación reciente de los temas de la maternidad y la guerra explorados en la Tercera Sinfonía de Górecki. Representa una escena del Kalevala, una epopeya finlandesa.

La Sinfonía n.º 3, Op. 36, también conocida como Sinfonía de las canciones dolientes, Sinfonía de las canciones tristes o Sinfonía de las lamentaciones (en polaco, Symfonia pieśni żałosnych), es una sinfonía en tres movimientos compuesta por el compositor Henryk Górecki en Katowice, Polonia, entre octubre y diciembre de 1976. Fue estrenada en abril del año siguiente por la Orquesta de la Radio del Suroeste de Alemania, bajo la batuta de Ernest Bour en el Festival Royan. Esta obra es representativa de la transición del compositor entre un estilo disonante y otro más tonal.
La sinfonía está escrita para orquesta y soprano. Ésta canta un texto polaco distinto en cada uno de los tres movimientos: en el primero, un lamento atribuido a la Virgen María escrito en el siglo XV; en el segundo, un mensaje escrito en la pared de una cárcel de la Gestapo durante la Segunda Guerra Mundial; en el tercero, una canción folclórica sobre una madre que busca a su hijo, asesinado durante la insurrección silesia de 1919. El tema central de la sinfonía es por tanto el de la maternidad y la separación de los seres queridos por culpa de la guerra.
Hasta 1992, Górecki sólo era conocido entre entendidos, únicamente como uno de los muchos compositores del llamado «Renacimiento musical polaco» de la posguerra. Finalmente, ese año, la compañía Elektra Records lanzó una grabación titulada Symphony No. 3 (15 años después de su composición) que se situó entre las más vendidas en las listas de música clásica de Gran Bretaña y Estados Unidos. Desde entonces se han vendido más de un millón de copias, lo que le supuso la obtención de un disco de oro en Gran Bretaña el 1 de febrero del año siguiente, superando con creces las ventas estimadas de toda una vida de una grabación típica de un compositor del siglo XX. Este éxito, sin embargo, no ha logrado atraer la atención del público hacia el resto de la producción de Górecki.

## Historia

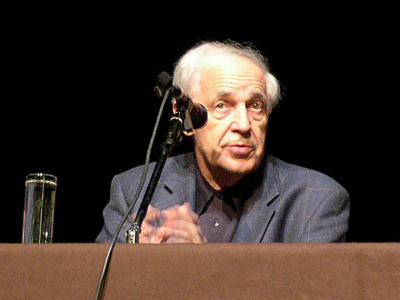
Pierre Boulez, con quien Górecki se relacionó durante los años 1960.

A pesar del ambiente político contrario al arte moderno (denunciado como «formalista» por las autoridades comunistas), la música polaca de posguerra disfrutó de un nivel de libertad sin precedentes, en especial tras el establecimiento del «Festival de Otoño de Varsovia» en 1956. Górecki había obtenido reconocimiento entre los compositores vanguardistas por sus obras experimentales, disonantes y serialistas de la primera parte de su carrera; también se hizo conocido en la escena internacional gracias a obras modernistas como Scontri, que fue un éxito en el festival de 1960, o su Sinfonía n.º 1, que ganó un premio en la Bienal Juvenil de París de 1961. A lo largo de los años 1960, Górecki continuó relacionándose con otros compositores experimentales de la época, como Pierre Boulez o Karlheinz Stockhausen.
En los años 1970, en cambio, Górecki comenzó a distanciarse del serialismo y de las disonancias extremas de su primera época. Así, tanto la Tercera Sinfonía, como las piezas corales Euntes ibant et flebant (Op. 32, 1972) y Amen (Op. 35, 1975), suponen un rechazo de tales técnicas experimentales. La ausencia de variación armónica en la Sinfonía n.º 3, así como su insistencia en la utilización de repeticiones marca un paso en la trayectoria de Górecki hacia el minimalismo y las texturas simples que caracterizan su obra posterior. Dada la naturaleza religiosa de gran parte de sus obras de esta etapa, muchos críticos y musicólogos lo sitúan al lado de otros compositores contemporáneos que exploran igualmente con estructuras y texturas sencillas, con la tonalidad y la melodía, y que también adoptan temáticas religiosas, tales como Arvo Pärt o John Tavener; sin embargo, ninguno de los autores calificados bajo esta etiqueta de «minimalismo religioso» o «minimalismo sacro» admite haber recibido influencias comunes con los demás.

## Composición

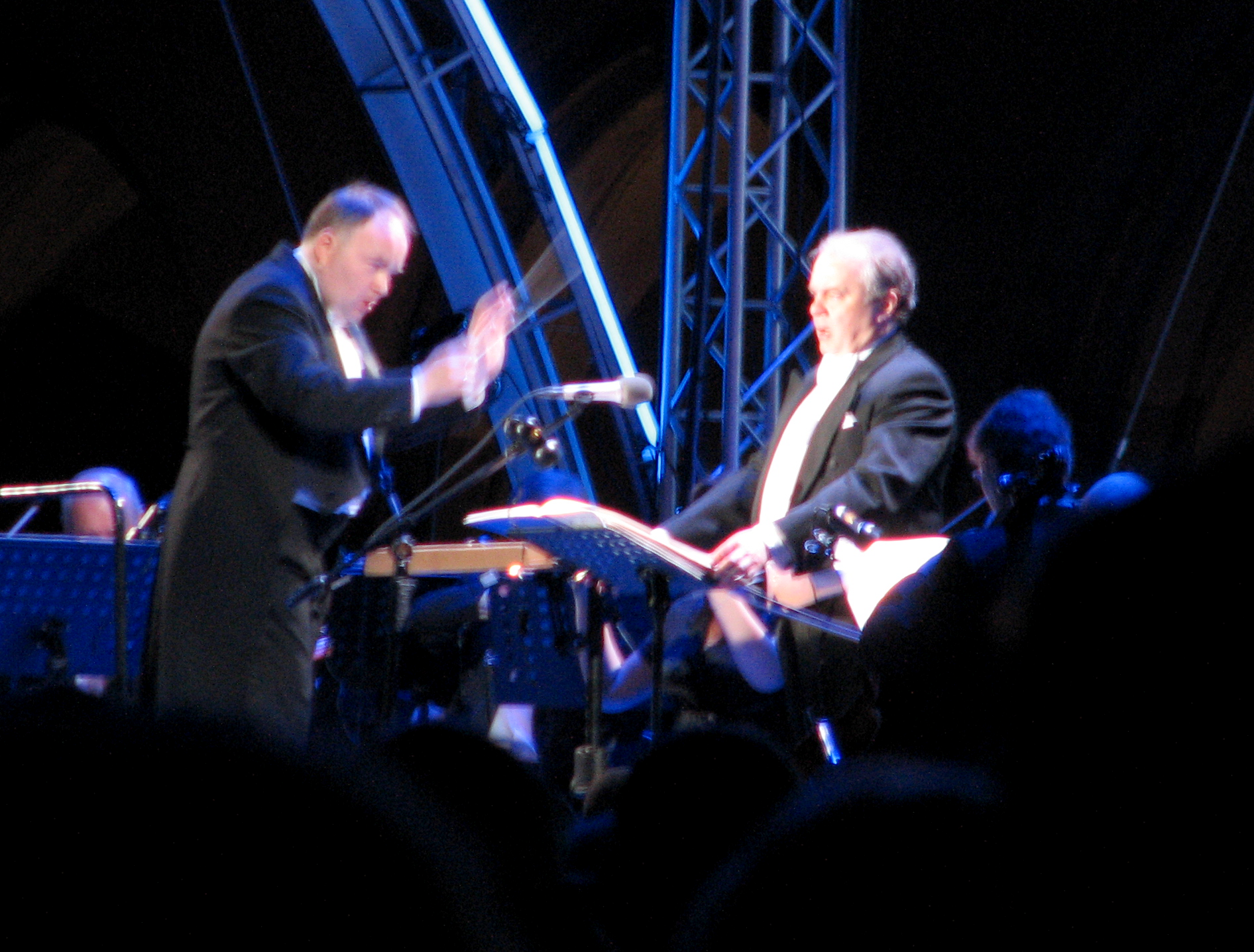
El compositor Henryk Górecki (a la derecha) dirigiendo. Junio del 2007.

En 1973, Górecki recurrió al folclorista polaco Adolf Dygacz en busca de melodías que pudiera incorporar a su nueva obra. Dygacz le presentó cuatro canciones grabadas en la región de Silesia, una de las cuales impresionó al compositor. Se trataba de una melodía titulada «A dónde se ha ido mi querido hijo» (Kajze mi sie podzioł mój synocek miły), que describía el dolor de una madre por su hijo, caído durante la guerra, probablemente durante las rebeliones de 1919–1921. Górecki había oído una versión de esta canción en los años 1960 y no le había prestado especial atención, pero la letra y la melodía del nuevo arreglo recogido por Dygacz lo cautivaron hondamente. Más tarde afirmó: «Para mí, es un texto poético maravilloso. No sé si un poeta profesional podría crear tanta fuerza poética con palabras tan simples y tersas. No hay pena, desesperación o resignación, ni gesticulaciones exageradas: sólo hay el dolor y los lamentos de una madre que ha perdido a su hijo».
Ese mismo año, Górecki oyó hablar de una inscripción garabateada en la pared de una prisión de la Gestapo en Zakopane, situada a los pies de los Montes Tatras, al sur de Polonia. Las palabras pertenecían a la adolescente de dieciocho años Helena Wanda Błażusiakówna, encarcelada el 25 de septiembre de 1944. La inscripción decía: «O Mamo nie płacz nie—Niebios Przeczysta Królowo Ty zawsze wspieraj mnie» («Oh mamá, no llores - Inmaculada Reina Celestial, socórreme siempre»). El compositor lo recordaba así: «Admito que siempre me han irritado las grandes palabras, los gritos de venganza. Quizás si me viera frente a frente con la muerte yo también gritase así; pero esta frase que encontré era diferente, casi una disculpa o una explicación por haberse metido en este lío; busca consuelo con palabras sencillas, pero significativas». Más tarde explica: «En la prisión, toda la pared estaba cubierta de inscripciones que clamaban: 'Soy inocente', 'Asesinos', 'Ejecutores', 'Liberadme', 'Salvadme', etc. Todo era chillón y banal. Los adultos escribían este tipo de mensajes, pero he aquí una chica de dieciocho años, casi una niña. Ella es diferente. No desespera, no llora, no exige venganza. No piensa en sí misma, en si merece o no este destino. En cambio, piensa en su madre, que es quien experimenta la verdadera desesperación. Esta inscripción es algo extraordinario. Y realmente me fascinó».

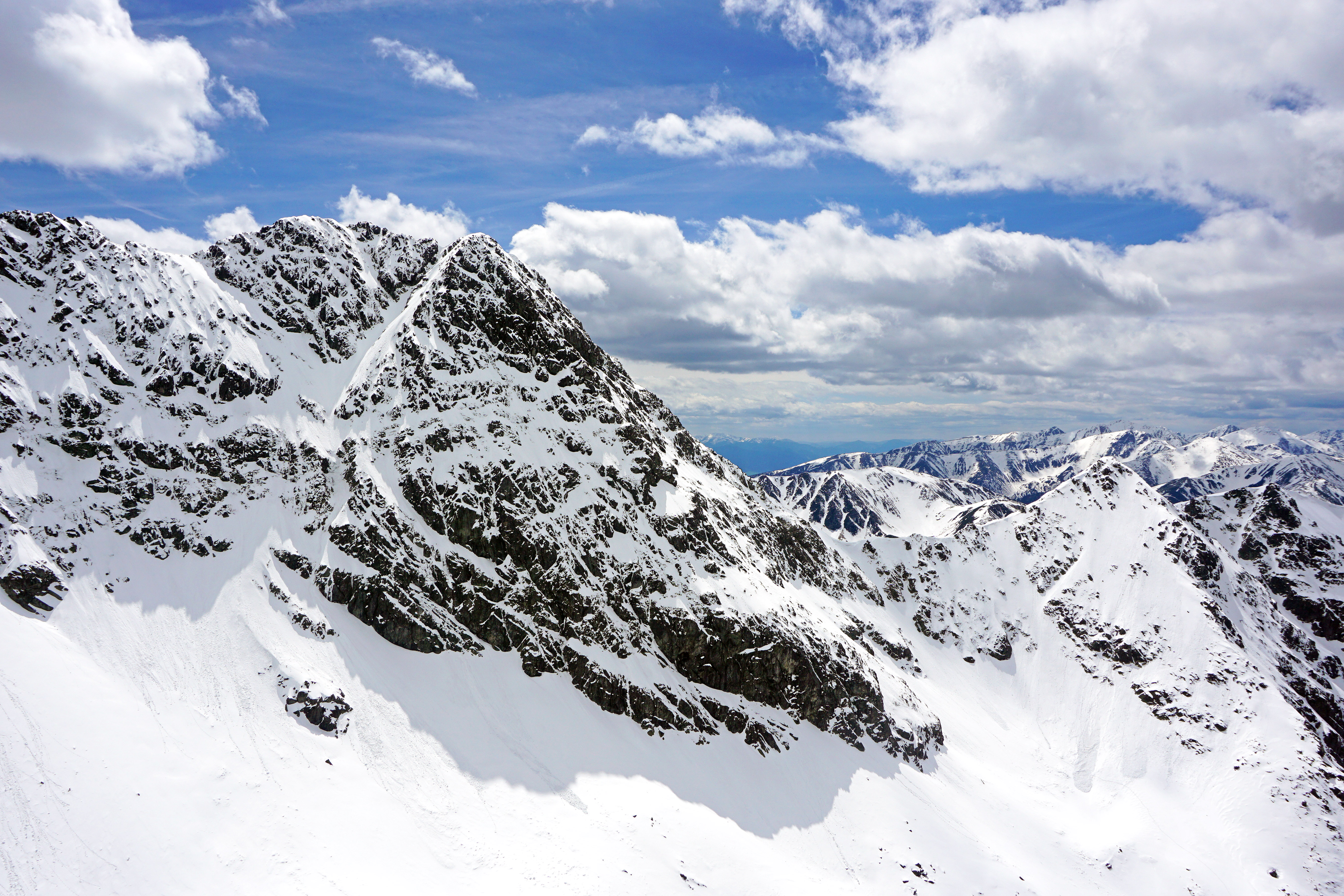
Los Montes Tatras, cerca de la prisión nazi de Zakopane, de donde el compositor tomó una frase escrita en una de las celdas para la composición de su sinfonía.

Górecki tenía pues dos textos: uno de una madre hacia su hijo, y otro de una hija hacia su madre. Tras buscar textos para continuar con este tema, se decidió por una canción popular del siglo XV de la ciudad de Opole. Su texto contenía un pasaje en el que la Virgen María habla con Jesús en el momento de la crucifixión: «Oh, hijo mío, el Amado y Elegido, comparte tus heridas con tu madre...» («Synku miły i wybrany, Rozdziel z matką swoje rany...»). Górecki afirmó que «este texto era popular, anónimo. Así pues, tenía tres actos, tres personas. Originalmente, pensé enmarcar estos textos con una introducción y una conclusión. Incluso elegí dos versículos (el 5 y el 6) del salmo 94 (93 en la versión Vulgata), de la Biblia traducida al polaco por Jakub Wujek: "A tu pueblo, Yahveh, aplastan, a tu heredad humillan. Matan al forastero y a la viuda, asesinan al huérfano"». Sin embargo, Górecki terminó desechando este formato, porque creía que esa estructura haría que la sinfonía fuera «sobre la guerra». Górecki quería trascender más allá de lo específico, por lo que estructuró su obra como tres lamentos independientes.

## Descripción
La Sinfonía n.º 3 se construye alrededor de armonías simples, en un estilo neo-modal que emplea técnicas de la música medieval pero que no se adhiere por completo a las normas de composición medievales. La sinfonía está escrita para una soprano, cuatro flautas -dos flautines-, cuatro clarinetes, dos fagotes, dos contrafagotes, cuatro trompas, cuatro trombones, arpa, piano e instrumentos de cuerda. Una interpretación habitual dura alrededor de cincuenta minutos.
El musicólogo Adrian Thomas ha apuntado que la sinfonía carece de disonancias, y que no requiere de ningún virtuosismo técnico. Además, observa que «no hay referencias estilísticas de segunda mano, aunque si tuviéramos que buscar precedentes habría que encontrarlos, de manera distante, en compositores tan variados como Johann Sebastian Bach, Franz Schubert, Chaikovski, o incluso Claude Debussy». Ronald Blum, por su parte, describe la sinfonía como «lúgubre, como Gustav Mahler, pero sin la ampulosidad de la percusión, las trompas y el coro, sólo el lamento de las cuerdas y de la soprano solista». La obra consiste en tres movimientos en tono de elegía, todos ellos marcados como Lento. Las cuerdas dominan la textura musical y el volumen raramente se eleva: la marca de fortissimo sólo aparece en unos pocos compases.

### Lento - Sostenuto tranquillo ma cantabile

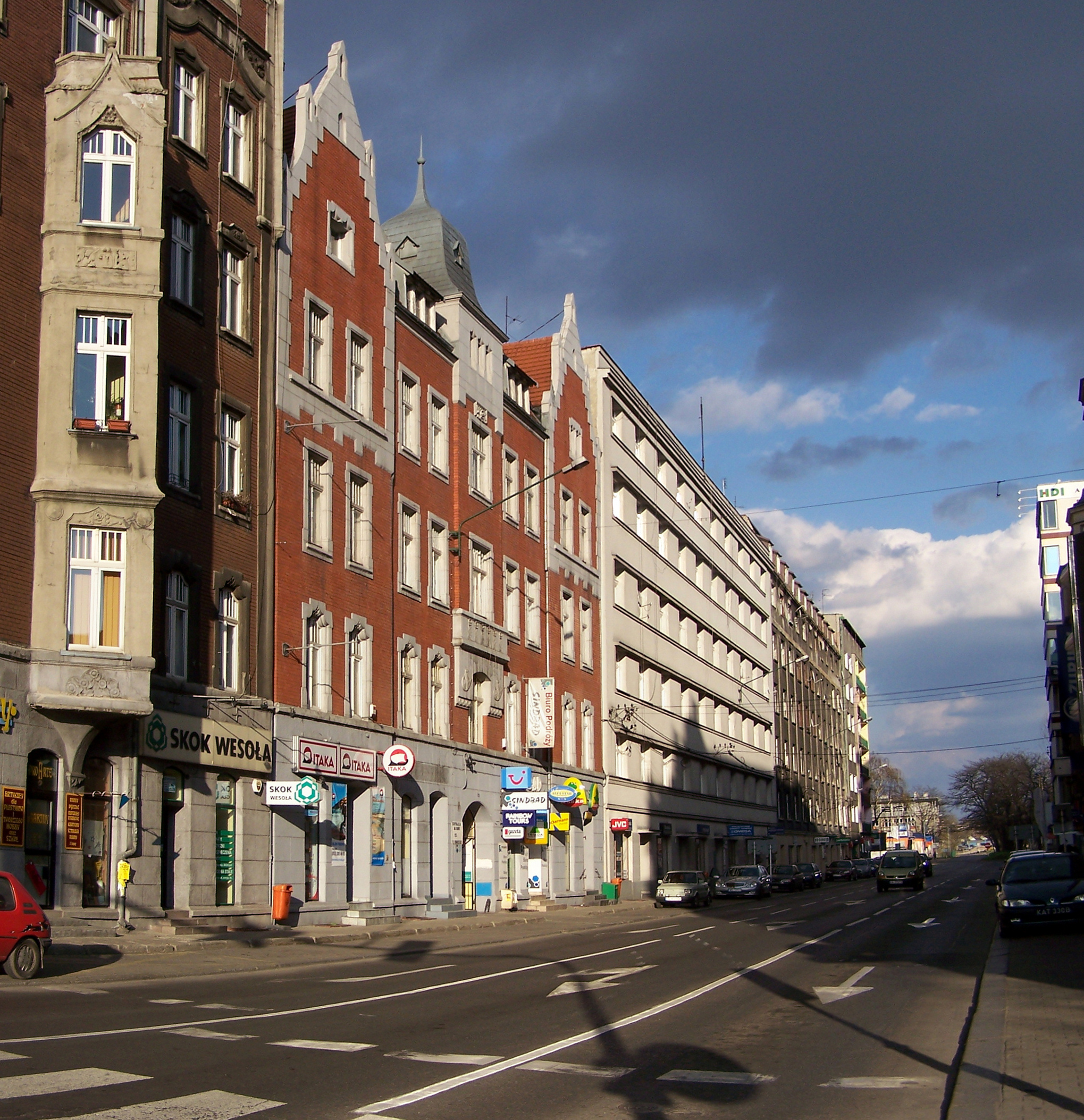
Una calle de Katowice, localidad donde fue compuesta la sinfonía.

Con una duración aproximada de veintisiete minutos, el primer movimiento dura tanto como los otros dos movimientos juntos, y se basa en el lamento atribuido a la Virgen María escrito en el siglo XV, recogido en la colección de canciones de Łysa Góra, que se encuentra en el Monasterio de la Santa Cruz, Sierra de Świętokrzyskie.

Synku miły i wybrany.
Rozdziel z matką swoje rany;
A wszakom cię, synku miły,
w swem sercu nosiła.
A takież tobie wiernie służyła.
Przemów z matce, bych się ucieszyła,
Bo już idziesz ode mnie, moja nadzieja miła.
Mi querido hijo, mi predilecto,
comparte las heridas con tu madre.
Ya que he sido yo, querido hijo,
quien te ha llevado en el corazón,
y quien tan fielmente te ha servido.
Háblale a tu madre para hacerla feliz,
pues ya me abandonas, dulce esperanza mía.
Lamento medieval (swiętokrzyski) de la colección de Canciones de Łysa Góra (segunda mitad del siglo XV).

Está formado por tres secciones: se abre con un canon en diez partes, utilizando una melodía de veinticuatro compases en el modo eólico de mi. Comienza con los contrabajos, a los que se agrega un nuevo instrumento cada veinticinco compases, una quinta por encima del anterior. Cuando el canon alcanza sus diez repeticiones, comienza a descender hasta reducirse a un único tono. La soprano entra en la segunda sección y su canto culmina con el clímax en la última palabra, momento en el que se le une la orquesta repitiendo el clímax del canon inicial. La tercera sección del movimiento es una larga conclusión que también desciende hasta un único tono.

### Lento e largo - Tranquillissimo
El segundo movimiento, de nueve minutos de duración, está escrito para soprano, clarinetes, trompas, piano y cuerdas, y contiene un libreto formado a partir de la oración a la Virgen María escrita por Helena Wanda Blazusiakówna en la pared de su celda.

Mamo, nie płacz, nie.
Niebios Przeczysta Królowo.
Ty zawsze wspieraj mnie.
Zdrowaś Maryjo, łaski pełna.
Mamá, no llores, no.
Inmaculada Reina de los Cielos,
apóyame siempre.
Ave María, llena eres de gracia
Zakopane, "Palace", celda n.º 3, pared n.º 3, Helena Wanda Błażusiakówna de 18 años, encarcelada desde el 25 de septiembre de 1944.

Según el compositor, «quería que el segundo movimiento tuviera un carácter montañoso, no en el sentido del folclore puro, pero sí que recogiera el clima de Podhale... Quería que el monólogo de la muchacha pareciera como canturreado... por una parte casi irreal, pero por otro dominando a la orquesta». El movimiento se abre con pedal en quintas, la–mi, y un fragmento melódico, mi–sol♯–fa♯, que alterna con caídas repentinas al acorde si♭–re♭. Thomas describe el efecto como «casi cinemático... sugiriendo el aire libre de las montañas». A medida que la soprano comienza a cantar, sus palabras son acompañadas por la orquesta, hasta alcanzar el clímax en la♭. El movimiento se concluye con un largo acorde de las cuerdas que dura más de dos minutos sin diminuendo. Las dos últimas palabras del movimiento son las dos primeras líneas del Ave María polaco, cantadas por la soprano dos veces en el mismo tono.

### Lento - Cantabile semplice
El tempo del tercer movimiento no es tan lento como el de los dos anteriores, y ciertos cambios leves en la dinámica y en el modo hacen que sea más complejo de lo que podría parecer a primera vista. Está formado por tres estrofas en la menor y, al igual que el primer movimiento, se construye mediante la evolución de un motivo sencillo. La melodía se establece en la estrofa inicial, y la segunda y tercera estrofas revisitan los mismos temas del segundo movimiento. Cuando la soprano canta las últimas palabras, la tonalidad cambia a un la mayor diatónico que acompaña a la que el escritor David Ellis ha denominado "la estrofa extática final":

[...]

Ej,  ćwierkeycie mu tam,
wy ptosecki boże,
kiedy mamulicka
znaleźć go nie może.

A ty, boże kwiecie,
kwitnijze w około,
niech się synockowi
choć lezy wesoło.
[...]

Oh, cantad para él,
pajarillos cantores de Dios,
porque su madre
no puede hallarlo.

Y vosotras, florecillas de Dios,
floreced a su alrededor,
para que al menos mi hijo
pueda disfrutar soñando.
Canción folclórica de la región de Opole.

Tras esta estrofa la orquesta vuelve al la menor antes de un postludio final en la mayor. En palabras del propio Górecki, «finalmente, apareció ese invariable, persistente y obstinado walczyk [en el acorde de la], que sonaba bien al tocarse piano, de forma que todas las notas fuera audibles. Para la soprano, usé una técnica característica de los cantos de las montañas: suspendiendo la melodía en la tercera [do♯] y descendiendo desde la quinta a la tercera mientras el conjunto desciende paso a paso [en sextas]».

## Interpretación

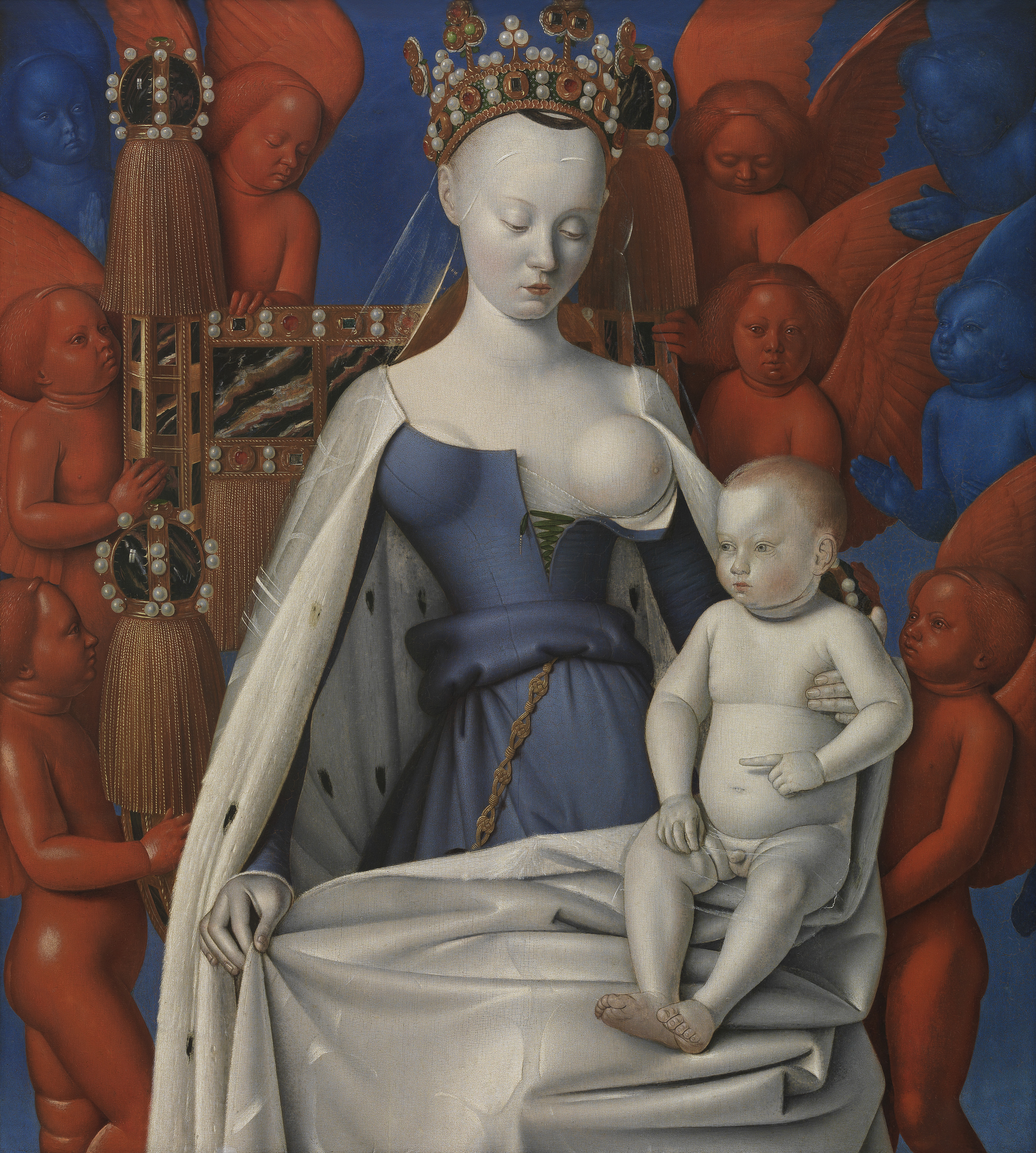
Jean Fouquet, María con el Niño, hacia 1450.

La Tercera Sinfonía está dedicada a la esposa de Górecki, Jadwiga Rurańska. Cuando le preguntaron el porqué, él respondió: «¿A quién se supone que se la debía dedicar si no?». Górecki nunca ha buscado explicar la sinfonía como una respuesta a un evento político o histórico. Sin embargo, mantiene que su obra es una evocación de los vínculos entre una madre y su hija. Algunas críticas han descrito la sinfonía como un memorial a las víctimas de los nazis en Polonia durante el Holocausto, especialmente a la luz de la elección de los textos realizada por Górecki (como curiosidad, se reproduce de manera cíclica el segundo movimiento en la sala de exhibición del "Holocausto" en el Museo de Auckland, Nueva Zelanda). A Górecki le encargaron que compusiera música sobre el Holocausto en la década de 1960, pero fue incapaz de acabar ninguna de las obras que empezó para tal propósito. Górecki ha indicado que durante muchos años buscó producir una obra específica en respuesta a Auschwitz, aunque se resiste a aceptar esa interpretación de la Sinfonía n.º 3, que prefiere que se vea en un contexto más amplio. Otros críticos han intentado interpretar la sinfonía en términos espirituales, una aproximación que Górecki también ha desestimado.
Górecki dijo sobre la obra: «Gran parte de mi familia murió en campos de concentración. Tuve un abuelo que estuvo en Dachau y una tía en Auschwitz. Sabes lo que hay entre polacos y alemanes. Pero Bach era alemán, y también lo fueron Schubert y Strauss. Todo el mundo tiene su lugar en esta pequeña Tierra, así que todo eso quedó atrás. La Sinfonía n.º 3 no trata de la guerra; no es un Dies Irae; es una simple sinfonía de lamentaciones».

## Críticas y recepción cultural
La Sinfonía n.º 3 fue escrita en 1976, cuando Górecki era, en las palabras del crítico musical Jane Perlez, «una personalidad apasionada, de moda sólo entre un pequeño círculo de aficionados a la música moderna». La sinfonía fue grabada por primera vez en Polonia en 1978 con la soprano Stefania Woytowicz. A finales de los años 1970 y principios de los 1980, las grabaciones e interpretaciones de la obra fueron muy criticadas por la prensa fuera de Polonia. La sinfonía suscitó la hostilidad de algunos críticos que opinaban que Górecki se había alejado demasiado del estilo vanguardista establecido y, según Dietmar Polaczek (colaborador del Österreichische Musikzeitschrift), estaba «simplemente uniéndose a la decadente escoria que rodea los verdaderos pináculos del movimiento vanguardista». El estreno mundial que tuvo lugar en el Royan Festival en abril de 1977, bajo la batuta de Ernest Bour, fue comentado por seis críticos occidentales, todos severamente desdeñosos. Heinz Koch, escribiendo para Musica, dijo que la sinfonía «se alarga entre tres antiguas melodías populares (y nada más) durante cincuenta y cinco minutos interminables».

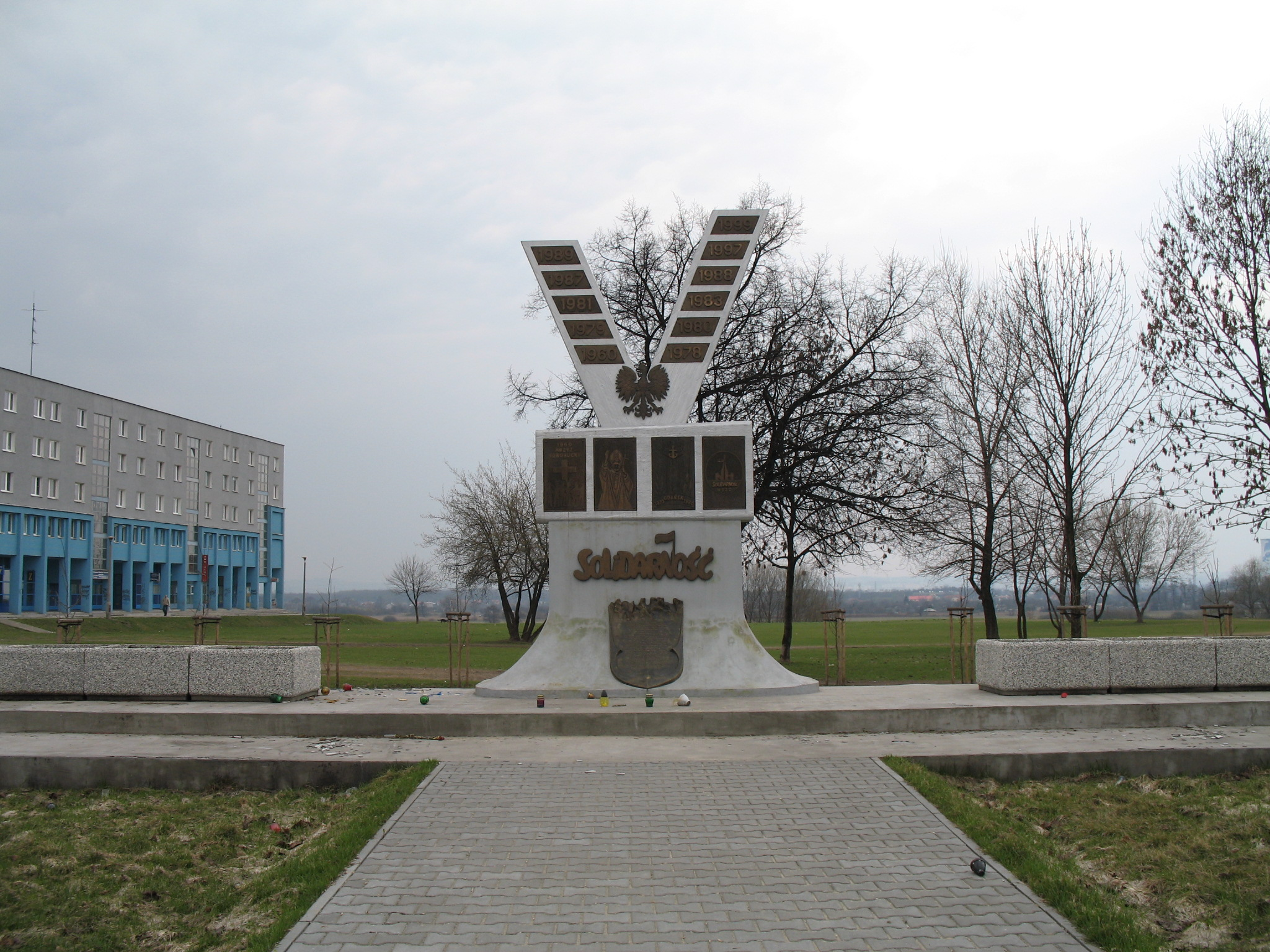
Monumento del Solidarność, movimiento al cual era afín el compositor.

En 1985, el cineasta francés Maurice Pialat presentó una sección del tercer movimiento en los créditos al final de su película Police. Cuando la obra fue más tarde distribuida como «banda sonora», vendió bien, aunque las notas de la portada del disco proporcionaban escasa información sobre la obra, y el nombre de Górecki aparecía con letras más pequeñas que las de los actores principales. A mediados de la década de 1980, el grupo británico de música industrial Test Dept empleó la Sinfonía n.º 3 como música de fondo para los collages de vídeo durante los conciertos, como un vehículo para demostrar la simpatía de la banda con el movimiento polaco Solidarność, el cual Górecki también apoyaba (su pieza de 1981 Miserere fue compuesta en parte como respuesta a la oposición del gobierno polaco a los sindicatos de Solidarność). A finales de la década de 1980, la sinfonía fue transmitida en muchas emisoras de radio de Estados Unidos y el Reino Unido, sobre todo en BBC Radio 3. La caída del bloque soviético ayudó a la expansión de la popularidad de la música polaca en general y a partir de 1990 la sinfonía fue interpretada en grandes ciudades como Nueva York, Londres y Sídney.
En 1991, se realizó una grabación con la orquesta London Sinfonietta, dirigida por David Zinman con la soprano solista Dawn Upshaw y fue lanzada en 1992 con el título Symphony No. 3, por el subsello discográfico de la compañía Elektra Records llamado Nonesuch Records. Durante los dos años siguientes tras el lanzamiento, vendió más de 700.000 copias en el mundo, y ha superado el millón de copias vendidas desde entonces. En el Reino Unido, llegó hasta la sexta posición de la lista oficial, y logró el reconocimiento de disco de oro, entregado por la BPI el 1 de febrero de 1993. En Estados Unidos no entró en la lista oficial llamada Billboard 200, aunque sí lo hizo en el listado temático de música clásica llamado Top Classical Albums, donde permaneció 38 semanas en el segundo puesto y logró mantenerse en la lista durante 158.
El escritor Michael Steinberg describió el éxito de la Sinfonía n.º 3 esencialmente como un fenómeno del disco compacto, y aunque todavía se sigue interpretando la obra en conciertos, no siempre se venden todas las localidades. Algunos críticos, preguntándose del porqué del repentino éxito de la pieza tras más de dos décadas desde su composición, sugieren que se resonó con un sentimiento particular en la cultura popular en esa época. Stephen Johnson, autor de A guide to the symphony, se preguntaba si el éxito comercial de la obra era «un éxito pasajero» o realmente se convertiría en una obra con suficiente importancia. En 1998, el crítico Michael Steinberg preguntó, «¿[Está la gente] realmente escuchando la sinfonía? ¿Cuántos compradores del disco descubren que cincuenta y cinco minutos de una música muy lenta con una cantante en un idioma que no entienden es más de lo que desean? ¿La escucharán como música de fondo como acompañamiento del Chardonnay y el brie?». Steinberg compara el éxito de la sinfonía de Górecki con el fenómeno del Doctor Zhivago de 1958: «todo el mundo corría a comprar el libro a toda prisa; aunque muy pocos llegaron a leerlo. La aparición de la película de 1965 salvó a todos de la necesidad de hacerlo». Górecki estaba más sorprendido que nadie del éxito de la grabación y más tarde especuló que «quizás la gente encuentra algo que necesitan en esta pieza de música[...].De algún modo acerté la nota correcta, hice algo que echaban de menos. Algo en algún lugar se le había perdido. Sentí instintivamente que sabía lo que ellos querían».
Debido al éxito de la grabación del sello Nonesuch, al menos una docena de grabaciones más salieron a la venta y la obra fue objeto de publicidad en un gran número de publicaciones artísticas en todo el mundo. La obra fue usada en numerosas ocasiones por los cineastas en la década de 1990 para provocar un sentimiento de pathos o pena, como de acompañamiento a un accidente de avión en Fearless (1993) de Peter Weir y en las bandas sonoras de las películas Basquiat (1996), de Julian Schnabel, y La grande bellezza  (2013) de Paolo Sorrentino. Una galería de arte en Santa Fe, Nuevo México abrió una exposición en 1995 dedicada por completo a arte visual inspirado por la pieza. En 1997, se hizo un sample de la sinfonía para la canción «Górecki» por la banda inglesa de trip-hop Lamb, que alcanzó el número 30 en las listas de éxitos de Reino Unido en 1997. En 1999, la sinfonía ocupaba un lugar destacado en la canción «Finished Symphony» por la banda inglesa de progressive Hybrid.